# Pishgaman Cycling Team
El Pishgaman Cycling Team (codi UCI: PKY) és un equip ciclista professional iranià, de categoria Continental.

## Principals resultats
- Volta al Singkarak: Amir Zargari (2014), Arvin Moazemi (2015), Amir Kolahdozhagh (2016)
- Tour de Fuzhou: Rahim Emami (2015)
- Jelajah Malaysia: Arvin Moazemi (2016)

### Grans Voltes
- Tour de França
  - 0 participacions

- Giro d'Itàlia
  - 0 participacions

- Volta a Espanya
  - 0 participacions

## Classificacions UCI
A partir del 2014 l'equip participa en les proves dels circuits continentals, especialment a l'UCI Àsia Tour.
UCI Àsia Tour
| Temporada | Classificació per equips | Millor ciclista en la classificació individual |
| --------- | ------------------------ | ---------------------------------------------- |
| 2014      | 6è                       | Rahim Ememi (8è)                               |
| 2015      | 1r                       | Hossein Askari (4t)                            |
| 2016      | 1r                       | Arvin Moazemi (14è)                            |
| 2017      | 4t                       | Arvin Moazemi (19è)                            |